# Wahlen 1835
◄◄ | ◄ | 1831 | 1832 | 1833 | 1834 | Wahlen 1835 | 1836 | 1837 | 1838 | 1839 | ► | ►►

Weitere Ereignisse
Die Liste der Wahlen 1835 umfasst Parlamentswahlen, Präsidentschaftswahlen, Referenden und sonstige Abstimmungen auf nationaler und subnationaler Ebene, die im Jahr 1835 weltweit abgehalten wurden.
Das damalige Wahlrecht entsprach typischerweise nicht den Wahlrechtsgrundsätzen der direkten, geheimen und gleichen Wahl. Zeittypisch waren oft nur kleine Teile der Bevölkerung wahlberechtigt, ein Frauenwahlrecht war nicht gegeben.

## Termine
| Land                   | Datum             | Link zur Wahl 1835      | Link zur letzten Wahl | Bemerkung |
| ---------------------- | ----------------- | ----------------------- | --------------------- | --------- |
| Vereinigtes Königreich | 6. Jan. – 6. Feb. | Britische Unterhauswahl | 1832                  |           |